# Matvei Golovinski
Matvei Vasilyevich Golovinski (alternativamente, Mathieu) (en ruso: Матвей Васильевич Головинский) (6 de marzo de 1865 - 1920) fue un escritor, periodista y activista político ruso-francés. Los críticos que estudian Los Protocolos de los Sabios de Sion han argumentado que él fue el autor de la obra. Esta afirmación se ve reforzada por los escritos del historiador ruso Mikhail Lepekhine, quien en 1999 estudió archivos franceses previamente cerrados almacenados en Moscú que contenían información que respaldaba la autoría de Golovinski. A mediados de la década de 1930, el testimonio ruso en el Juicio de Berna había relacionado al jefe del servicio de seguridad ruso en París, Pyotr Rachkovsky, con la creación de Los Protocolos.

## Vida
Matvei Golovinski nació en una familia aristócrata en el pueblo de Ivashevka (Ивашевка), en Syzransky Uyezd de la Gobernación de Simbirsk del Imperio Ruso. Su padre, Vasili Golovinski (Василий Головинский) era amigo de Fyodor Dostoyevsky. Ambos eran miembros del progresista Círculo Petrashevsky, condenados a la pena capital como conspiradores y ambos fueron indultados posteriormente. Vasili Golovinski murió en 1875 y Matvei Golovinski fue criado por su madre y una niñera francesa.
Mientras estudiaba jurisprudencia, Golovinski se unió a un grupo contrarrevolucionario antisemita, la Santa Hermandad ("Святое Братство"). Después de graduarse, trabajó para la Okhrana, organizando en secreto cobertura progubernamental en la prensa. La carrera de Golovinski estuvo a punto de colapsar y tuvo que abandonar el país después de que Maxim Gorki expusiera públicamente sus actividades. En Francia, escribió y publicó artículos sobre las asignaciones del jefe del servicio secreto ruso en París, Pyotr Rachkovsky.
Después de la Revolución de Octubre de 1917, Golovinsky cambió de bando y trabajó para los bolcheviques hasta su muerte en 1920.

## Autoría de losProtocolos
El 19 de noviembre de 1999, Patrick Bishop informó desde París:
La investigación realizada por un destacado historiador ruso, Mikhail Lepekhine, en archivos recientemente abiertos ha encontrado que la falsificación es obra de Mathieu Golovinski, vástago oportunista de una familia aristocrática pero rebelde que se dedicó a una vida de trabajo de espionaje y propaganda. Después de trabajar para el servicio secreto zarista, luego cambió de bando y se unió a los bolcheviques. Los hallazgos del Sr. Lepekhine, publicados en la revista francesa L'Express, parecen aclarar el último misterio que queda en torno a los Protocolos.
En su libro de 2001 La cuestión de la autoría de "Los Protocolos de los Sabios de Sión", un erudito ucraniano Vadim Skuratovsky ofrece un escrupuloso y extenso análisis literario, histórico y lingüístico del texto original en ruso de los Protocolos. Skuratovsky proporciona evidencia de que Charles Joly, hijo de Maurice Joly (en cuyos escritos se basan los Protocolos ), visitó San Petersburgo en 1902 y que Golovinsky y Charles Joly trabajaron juntos en Le Figaro en París. Skuratovsky también rastrea las influencias de la prosa de Dostoievski (en particular, El gran inquisidor y Los poseídos) en los escritos de Golovinsky, incluidos Los protocolos.
En su libro El manuscrito inexistente. Un Estudio de los Protocolos de los Sabios de Sion, el investigador italiano Cesare De Michelis escribe que la hipótesis de la autoría de Golovinski se basó en una declaración de la princesa Catherine Radziwill, quien afirmó que había visto un manuscrito de los Protocolos escrito por Golovinsky, Rachkovsky y Manusevich en 1905, pero en 1905 Golovinsky y Rachkovsky ya habían dejado París y se habían mudado a San Petersburgo. Se sabía que la princesa Radziwill era una fuente poco confiable. Además, los protocolos ya habían sido mencionados en la prensa en 1902.
Golovinski había estado vinculado a la obra antes; el escritor alemán Konrad Heiden lo identificó como autor de los Protocolos en 1944.

## Libros
- Un nuevo diccionario inglés-ruso y ruso-inglés. Londres, 1912. (Muchas ediciones posteriores.)

Publicado bajo el seudónimo de Doctor Faust:
- Del cuaderno de un escritor. Edición de MM Levin. Moscú, 1910. [Belles-lettres y prosa autobiográfica]
- El Libro Negro de las Atrocidades Alemanas. San Petersburgo, 1914.
- Una experiencia de crítica a la moral burguesa. La traducción de A. Karelin del francés. Con prólogo del autor. 1919. (El supuesto original francés de 1910 no ha sido descubierto.)
- Conversaciones con mi abuelo sobre el tifus. Publicado por VM Bonch-Bruevich (Velichkinoj).